# Klövsjö-Storhogna skidområde
Klövsjö-Storhogna skidområde är ett skidområde i Klövsjö socken i Bergs kommun, Jämtlands län, Sverige. Klövsjödelen av området ligger vid Katrina, en bit från tätorten Klövsjö, och går därför även under namnet Katrinabacken. Klövsjös och Storhognas liftsystem är sammanbundet sedan 1997. Totalt har systemet 12 skidliftar och 19 nedfarter. Högsta fallhöjden i ett sträck är 340 meter. Från Storhognas topp till Katrinabackens botten är dock fallhöjden 415 meter. Liftkorten gäller även i Vemdalsskalet och Björnrike, som tillsammans bildar Skistar-destinationen Vemdalen. 
Traditionen av utförsåkning i Klövsjö är lång. Så tidigt som vintern 1935/1936 var den första skidbacken färdig att tas i bruk, anlagd under ledning av utförspionjären Olle Rimfors från Östersund. Som skidort är därmed Klövsjö en av de äldsta i landet.
Under sommaren 2008 byggdes den första kopplingsbara stolliften i systemet; sexstolsliften Klövsjö Express. Den invigdes den 26 december 2008, ersatte den fasta trestolsliften Superstolen från 1981 och blev nästan en halv kilometer längre. 
Vidare har under 2010-talet lätta backar och två knappliftar tillkommit, däribland en vid det nya fritidsboendet Klövsjö Panorama, samt har två äldre liftar förnyats (däribland den 1700 meter långa förbindelseliften Solliften mellan Storhogna och Klövsjö).